# 異世界に転生したら伝説の勇者（受）でした!?
『異世界に転生したら伝説の勇者（受）でした！？』は、Addition9² / GARDENより2021年3月26日に発売されたWindows用ボーイズラブゲームである。

## 設定
リザール大陸
カイが転生した世界。アタイス王国、ベスジェル王国、セトティア王国の3国から成り立つ。
伝説の双剣アロイジウス
リザール大陸に伝わる伝説の双剣。主人公をサポートする。

## キャラクター
- カイ（声：小林大紀）
- ハイノ（声：小松昌平）
- ヴェルナー（声：笠間淳）
- レオン（声：熊谷健太郎）
- ベンヤミン（声：竹内良太）
- アロイジウス（声：堀江瞬）
- フリートヘルム（声：井上剛）
- ジギスヴァルト（声：玉野翔矢）

## 主題歌
「アナザーワールドver.2」
作詞・作曲：Aritaka
歌・演奏：starlit blue topia